# Lucius Aemilius Paullus Macedonicus
Lucius Aemilius Paullus Macedonicus (i. e. 229 – i. e. 160) a Római Köztársaság kétszeres consulja (i. e. 182 és i. e. 168) és hadvezére. Apja Lucius Aemilius Paullus, az i. e. 219. év consulja, fia Scipio Aemilianus Africanus.

## Élete
Katonai szolgálatának teljesítése után, i.e. 193-ban tribunus lett és aedilis. I. e. 191-ben a cursus honorum következő állomása a praetori tisztség, aminek betöltése során a luzitánokkal harcolt Hispaniában i. e. 189-ig. Az első consuli év után proconsul.
Második consulsága idején a Kr. e. 171-ben kezdődő harmadik makedón háborúban idejére esett. , Kr. e. 168-ban ő győzte le Püdnánál Perszeusz makedón király másfélszeres túlerőben levő seregét. A makedón háború, záróaktusaként Paullus 500 ismert ellenzéki makedón kivégzését rendelte el. Mivel a légiók elégedetlenek voltak a zsákmánnyal, elhatározta Epirus lerohanását makedón-barátság vádjával leplezve a rablóhadjárat-jelleget. Epirust legyőzte, hatalmas zsákmányt szerzett, majd visszatért Rómába. Ekkor kapta a Macedonicus melléknevet. I. e. 164-ben censor lett.

## Család
Apja, Lucius Aemilius Paullus i. e. 216-ban, a cannae-i csata során halt meg. A család szoros rokonságban állt a Scipiokkal. Felesége Papiria Masonis, Caius Papirius Maso, az i. e. 231. év consuljának leánya. E házasságból négy gyermek (két fiú, két leány) született, de válás lett a vége.
Gyermekei az első házasságból:
- Aemilia Paulla Prima - Marcus Portius Cato felesége
- Aemilia Paulla Secunda - Aelius Tubero felesége, Quintus Aelius Tubero, a későbbi consul anyja
- Quintus Fabius Maximus Aemilianus
- Publius Cornelius Scipio Aemilianus Africanus

Második házasságát ismeretlen nevű nővel kötötte, e házasságból két fiú és egy leány (Aemilia Paulla Tertia) született.
Két idősebb fiát két jelentős nemzetség fogadta örökbe, a Scipiok és a Fabiusok. Az adoptálások következtében az Aemilia gens Paulus ága Macedonicus halálával jogilag kihalt.
| Elődei: Marcus Claudius Marcellus és Quintus Fabius Labeo | Consul i. e. 182 collega: Cnaeus Baebius Tamphilus | Utódai: Publius Cornelius Cethegus és Marcus Baebius Tamphilus |

| Elődei: Quintus Marcius Philippus és Cnaeus Servilius Caepio | Consul i. e. 168 collega: Caius Licinius Crassus | Utódai: Quintus Aelius Paetus és Marcus Iunius Pennus |